# Alfiere (scacchi)

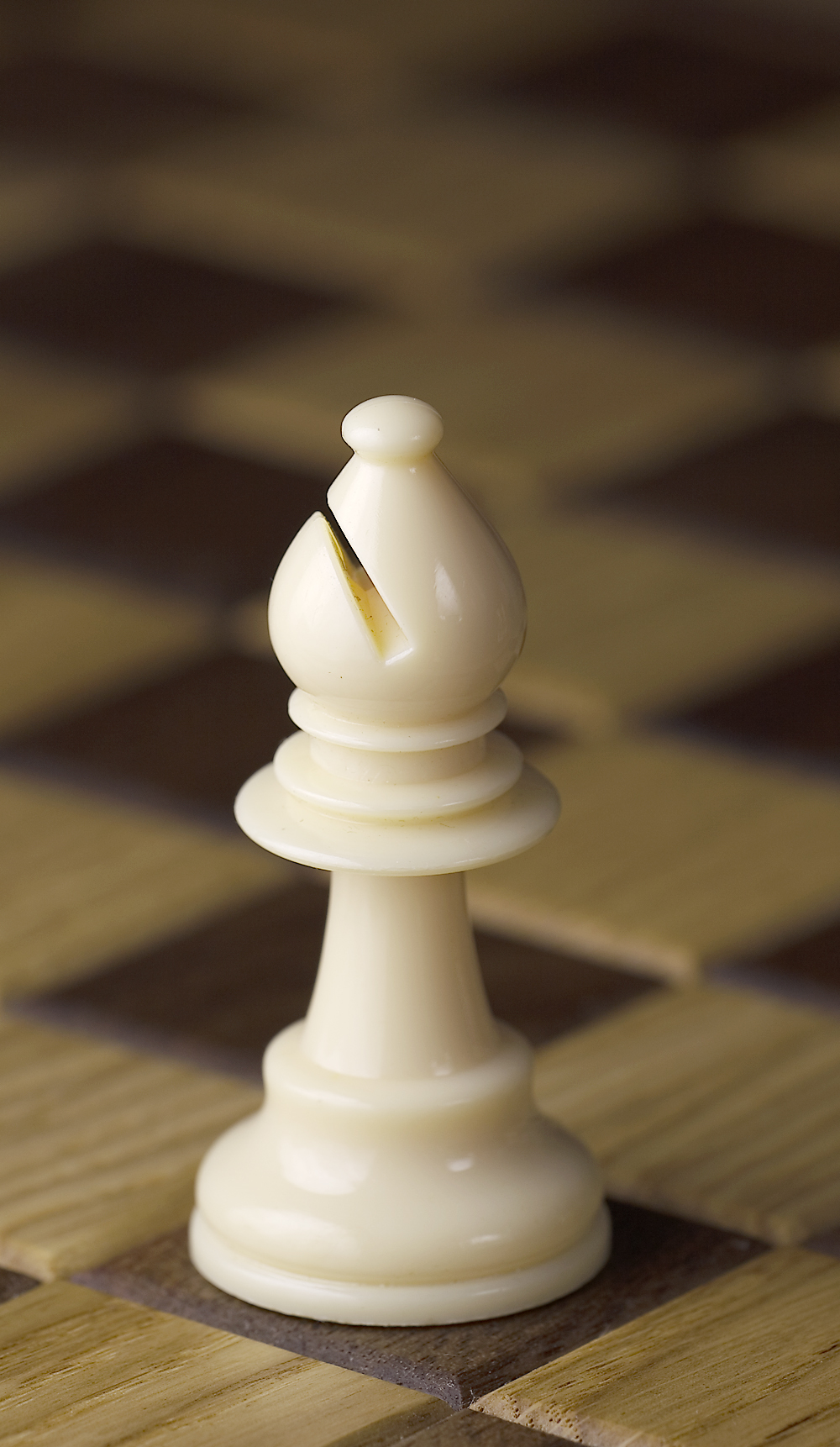
Un alfiere bianco

Nel gioco degli scacchi l'alfiere (♗, ♝) è uno dei pezzi a disposizione dei giocatori. Assieme al cavallo è uno dei cosiddetti "pezzi leggeri", in contrapposizione a donna e torre chiamati "pezzi pesanti". L'alfiere viene spesso rappresentato con il copricapo da vescovo dato che nei paesi anglofoni è chiamato appunto bishop (vescovo); il nome italiano è invece di origine arabo-persiana: "alfiere" deriva infatti da al-fil che significa "l'elefante" (al = articolo determinativo; fil = elefante), in quanto nei paesi del Medio Oriente questo pezzo raffigurava tale animale.
Nella lingua italiana, invece, il termine significa portabandiera e indica il soldato che, diversi secoli addietro, era deputato a portare il vessillo del suo esercito. In alcune marine del mondo, inoltre, questo termine continua a persistere, riferendosi al grado di ufficiale di vascello più basso nella scala gerarchica.

## Il movimento
|   | a                                                                                         | b                                                                                         | c                                                                                         | d                                                                                         | e                                                                                         | f                                                                                         | g                                                                                         | h                                                                                         |   |
| 8 | c8 alfiere del nero · f8 alfiere del nero · c1 alfiere del bianco · f1 alfiere del bianco | c8 alfiere del nero · f8 alfiere del nero · c1 alfiere del bianco · f1 alfiere del bianco | c8 alfiere del nero · f8 alfiere del nero · c1 alfiere del bianco · f1 alfiere del bianco | c8 alfiere del nero · f8 alfiere del nero · c1 alfiere del bianco · f1 alfiere del bianco | c8 alfiere del nero · f8 alfiere del nero · c1 alfiere del bianco · f1 alfiere del bianco | c8 alfiere del nero · f8 alfiere del nero · c1 alfiere del bianco · f1 alfiere del bianco | c8 alfiere del nero · f8 alfiere del nero · c1 alfiere del bianco · f1 alfiere del bianco | c8 alfiere del nero · f8 alfiere del nero · c1 alfiere del bianco · f1 alfiere del bianco | 8 |
| 7 | c8 alfiere del nero · f8 alfiere del nero · c1 alfiere del bianco · f1 alfiere del bianco | c8 alfiere del nero · f8 alfiere del nero · c1 alfiere del bianco · f1 alfiere del bianco | c8 alfiere del nero · f8 alfiere del nero · c1 alfiere del bianco · f1 alfiere del bianco | c8 alfiere del nero · f8 alfiere del nero · c1 alfiere del bianco · f1 alfiere del bianco | c8 alfiere del nero · f8 alfiere del nero · c1 alfiere del bianco · f1 alfiere del bianco | c8 alfiere del nero · f8 alfiere del nero · c1 alfiere del bianco · f1 alfiere del bianco | c8 alfiere del nero · f8 alfiere del nero · c1 alfiere del bianco · f1 alfiere del bianco | c8 alfiere del nero · f8 alfiere del nero · c1 alfiere del bianco · f1 alfiere del bianco | 7 |
| 6 | c8 alfiere del nero · f8 alfiere del nero · c1 alfiere del bianco · f1 alfiere del bianco | c8 alfiere del nero · f8 alfiere del nero · c1 alfiere del bianco · f1 alfiere del bianco | c8 alfiere del nero · f8 alfiere del nero · c1 alfiere del bianco · f1 alfiere del bianco | c8 alfiere del nero · f8 alfiere del nero · c1 alfiere del bianco · f1 alfiere del bianco | c8 alfiere del nero · f8 alfiere del nero · c1 alfiere del bianco · f1 alfiere del bianco | c8 alfiere del nero · f8 alfiere del nero · c1 alfiere del bianco · f1 alfiere del bianco | c8 alfiere del nero · f8 alfiere del nero · c1 alfiere del bianco · f1 alfiere del bianco | c8 alfiere del nero · f8 alfiere del nero · c1 alfiere del bianco · f1 alfiere del bianco | 6 |
| 5 | c8 alfiere del nero · f8 alfiere del nero · c1 alfiere del bianco · f1 alfiere del bianco | c8 alfiere del nero · f8 alfiere del nero · c1 alfiere del bianco · f1 alfiere del bianco | c8 alfiere del nero · f8 alfiere del nero · c1 alfiere del bianco · f1 alfiere del bianco | c8 alfiere del nero · f8 alfiere del nero · c1 alfiere del bianco · f1 alfiere del bianco | c8 alfiere del nero · f8 alfiere del nero · c1 alfiere del bianco · f1 alfiere del bianco | c8 alfiere del nero · f8 alfiere del nero · c1 alfiere del bianco · f1 alfiere del bianco | c8 alfiere del nero · f8 alfiere del nero · c1 alfiere del bianco · f1 alfiere del bianco | c8 alfiere del nero · f8 alfiere del nero · c1 alfiere del bianco · f1 alfiere del bianco | 5 |
| 4 | c8 alfiere del nero · f8 alfiere del nero · c1 alfiere del bianco · f1 alfiere del bianco | c8 alfiere del nero · f8 alfiere del nero · c1 alfiere del bianco · f1 alfiere del bianco | c8 alfiere del nero · f8 alfiere del nero · c1 alfiere del bianco · f1 alfiere del bianco | c8 alfiere del nero · f8 alfiere del nero · c1 alfiere del bianco · f1 alfiere del bianco | c8 alfiere del nero · f8 alfiere del nero · c1 alfiere del bianco · f1 alfiere del bianco | c8 alfiere del nero · f8 alfiere del nero · c1 alfiere del bianco · f1 alfiere del bianco | c8 alfiere del nero · f8 alfiere del nero · c1 alfiere del bianco · f1 alfiere del bianco | c8 alfiere del nero · f8 alfiere del nero · c1 alfiere del bianco · f1 alfiere del bianco | 4 |
| 3 | c8 alfiere del nero · f8 alfiere del nero · c1 alfiere del bianco · f1 alfiere del bianco | c8 alfiere del nero · f8 alfiere del nero · c1 alfiere del bianco · f1 alfiere del bianco | c8 alfiere del nero · f8 alfiere del nero · c1 alfiere del bianco · f1 alfiere del bianco | c8 alfiere del nero · f8 alfiere del nero · c1 alfiere del bianco · f1 alfiere del bianco | c8 alfiere del nero · f8 alfiere del nero · c1 alfiere del bianco · f1 alfiere del bianco | c8 alfiere del nero · f8 alfiere del nero · c1 alfiere del bianco · f1 alfiere del bianco | c8 alfiere del nero · f8 alfiere del nero · c1 alfiere del bianco · f1 alfiere del bianco | c8 alfiere del nero · f8 alfiere del nero · c1 alfiere del bianco · f1 alfiere del bianco | 3 |
| 2 | c8 alfiere del nero · f8 alfiere del nero · c1 alfiere del bianco · f1 alfiere del bianco | c8 alfiere del nero · f8 alfiere del nero · c1 alfiere del bianco · f1 alfiere del bianco | c8 alfiere del nero · f8 alfiere del nero · c1 alfiere del bianco · f1 alfiere del bianco | c8 alfiere del nero · f8 alfiere del nero · c1 alfiere del bianco · f1 alfiere del bianco | c8 alfiere del nero · f8 alfiere del nero · c1 alfiere del bianco · f1 alfiere del bianco | c8 alfiere del nero · f8 alfiere del nero · c1 alfiere del bianco · f1 alfiere del bianco | c8 alfiere del nero · f8 alfiere del nero · c1 alfiere del bianco · f1 alfiere del bianco | c8 alfiere del nero · f8 alfiere del nero · c1 alfiere del bianco · f1 alfiere del bianco | 2 |
| 1 | c8 alfiere del nero · f8 alfiere del nero · c1 alfiere del bianco · f1 alfiere del bianco | c8 alfiere del nero · f8 alfiere del nero · c1 alfiere del bianco · f1 alfiere del bianco | c8 alfiere del nero · f8 alfiere del nero · c1 alfiere del bianco · f1 alfiere del bianco | c8 alfiere del nero · f8 alfiere del nero · c1 alfiere del bianco · f1 alfiere del bianco | c8 alfiere del nero · f8 alfiere del nero · c1 alfiere del bianco · f1 alfiere del bianco | c8 alfiere del nero · f8 alfiere del nero · c1 alfiere del bianco · f1 alfiere del bianco | c8 alfiere del nero · f8 alfiere del nero · c1 alfiere del bianco · f1 alfiere del bianco | c8 alfiere del nero · f8 alfiere del nero · c1 alfiere del bianco · f1 alfiere del bianco | 1 |
|   | a                                                                                         | b                                                                                         | c                                                                                         | d                                                                                         | e                                                                                         | f                                                                                         | g                                                                                         | h                                                                                         |   |

|   | a | b | c | d | e | f | g | h |   |
| 8 | h8 cerchio bianco · a7 cerchio bianco · g7 cerchio bianco · b6 cerchio bianco · f6 cerchio bianco · c5 cerchio bianco · e5 cerchio bianco · d4 alfiere del bianco · c3 cerchio bianco · e3 cerchio bianco · b2 cerchio bianco · f2 cerchio bianco · a1 cerchio bianco · g1 cerchio bianco | h8 cerchio bianco · a7 cerchio bianco · g7 cerchio bianco · b6 cerchio bianco · f6 cerchio bianco · c5 cerchio bianco · e5 cerchio bianco · d4 alfiere del bianco · c3 cerchio bianco · e3 cerchio bianco · b2 cerchio bianco · f2 cerchio bianco · a1 cerchio bianco · g1 cerchio bianco | h8 cerchio bianco · a7 cerchio bianco · g7 cerchio bianco · b6 cerchio bianco · f6 cerchio bianco · c5 cerchio bianco · e5 cerchio bianco · d4 alfiere del bianco · c3 cerchio bianco · e3 cerchio bianco · b2 cerchio bianco · f2 cerchio bianco · a1 cerchio bianco · g1 cerchio bianco | h8 cerchio bianco · a7 cerchio bianco · g7 cerchio bianco · b6 cerchio bianco · f6 cerchio bianco · c5 cerchio bianco · e5 cerchio bianco · d4 alfiere del bianco · c3 cerchio bianco · e3 cerchio bianco · b2 cerchio bianco · f2 cerchio bianco · a1 cerchio bianco · g1 cerchio bianco | h8 cerchio bianco · a7 cerchio bianco · g7 cerchio bianco · b6 cerchio bianco · f6 cerchio bianco · c5 cerchio bianco · e5 cerchio bianco · d4 alfiere del bianco · c3 cerchio bianco · e3 cerchio bianco · b2 cerchio bianco · f2 cerchio bianco · a1 cerchio bianco · g1 cerchio bianco | h8 cerchio bianco · a7 cerchio bianco · g7 cerchio bianco · b6 cerchio bianco · f6 cerchio bianco · c5 cerchio bianco · e5 cerchio bianco · d4 alfiere del bianco · c3 cerchio bianco · e3 cerchio bianco · b2 cerchio bianco · f2 cerchio bianco · a1 cerchio bianco · g1 cerchio bianco | h8 cerchio bianco · a7 cerchio bianco · g7 cerchio bianco · b6 cerchio bianco · f6 cerchio bianco · c5 cerchio bianco · e5 cerchio bianco · d4 alfiere del bianco · c3 cerchio bianco · e3 cerchio bianco · b2 cerchio bianco · f2 cerchio bianco · a1 cerchio bianco · g1 cerchio bianco | h8 cerchio bianco · a7 cerchio bianco · g7 cerchio bianco · b6 cerchio bianco · f6 cerchio bianco · c5 cerchio bianco · e5 cerchio bianco · d4 alfiere del bianco · c3 cerchio bianco · e3 cerchio bianco · b2 cerchio bianco · f2 cerchio bianco · a1 cerchio bianco · g1 cerchio bianco | 8 |
| 7 | h8 cerchio bianco · a7 cerchio bianco · g7 cerchio bianco · b6 cerchio bianco · f6 cerchio bianco · c5 cerchio bianco · e5 cerchio bianco · d4 alfiere del bianco · c3 cerchio bianco · e3 cerchio bianco · b2 cerchio bianco · f2 cerchio bianco · a1 cerchio bianco · g1 cerchio bianco | h8 cerchio bianco · a7 cerchio bianco · g7 cerchio bianco · b6 cerchio bianco · f6 cerchio bianco · c5 cerchio bianco · e5 cerchio bianco · d4 alfiere del bianco · c3 cerchio bianco · e3 cerchio bianco · b2 cerchio bianco · f2 cerchio bianco · a1 cerchio bianco · g1 cerchio bianco | h8 cerchio bianco · a7 cerchio bianco · g7 cerchio bianco · b6 cerchio bianco · f6 cerchio bianco · c5 cerchio bianco · e5 cerchio bianco · d4 alfiere del bianco · c3 cerchio bianco · e3 cerchio bianco · b2 cerchio bianco · f2 cerchio bianco · a1 cerchio bianco · g1 cerchio bianco | h8 cerchio bianco · a7 cerchio bianco · g7 cerchio bianco · b6 cerchio bianco · f6 cerchio bianco · c5 cerchio bianco · e5 cerchio bianco · d4 alfiere del bianco · c3 cerchio bianco · e3 cerchio bianco · b2 cerchio bianco · f2 cerchio bianco · a1 cerchio bianco · g1 cerchio bianco | h8 cerchio bianco · a7 cerchio bianco · g7 cerchio bianco · b6 cerchio bianco · f6 cerchio bianco · c5 cerchio bianco · e5 cerchio bianco · d4 alfiere del bianco · c3 cerchio bianco · e3 cerchio bianco · b2 cerchio bianco · f2 cerchio bianco · a1 cerchio bianco · g1 cerchio bianco | h8 cerchio bianco · a7 cerchio bianco · g7 cerchio bianco · b6 cerchio bianco · f6 cerchio bianco · c5 cerchio bianco · e5 cerchio bianco · d4 alfiere del bianco · c3 cerchio bianco · e3 cerchio bianco · b2 cerchio bianco · f2 cerchio bianco · a1 cerchio bianco · g1 cerchio bianco | h8 cerchio bianco · a7 cerchio bianco · g7 cerchio bianco · b6 cerchio bianco · f6 cerchio bianco · c5 cerchio bianco · e5 cerchio bianco · d4 alfiere del bianco · c3 cerchio bianco · e3 cerchio bianco · b2 cerchio bianco · f2 cerchio bianco · a1 cerchio bianco · g1 cerchio bianco | h8 cerchio bianco · a7 cerchio bianco · g7 cerchio bianco · b6 cerchio bianco · f6 cerchio bianco · c5 cerchio bianco · e5 cerchio bianco · d4 alfiere del bianco · c3 cerchio bianco · e3 cerchio bianco · b2 cerchio bianco · f2 cerchio bianco · a1 cerchio bianco · g1 cerchio bianco | 7 |
| 6 | h8 cerchio bianco · a7 cerchio bianco · g7 cerchio bianco · b6 cerchio bianco · f6 cerchio bianco · c5 cerchio bianco · e5 cerchio bianco · d4 alfiere del bianco · c3 cerchio bianco · e3 cerchio bianco · b2 cerchio bianco · f2 cerchio bianco · a1 cerchio bianco · g1 cerchio bianco | h8 cerchio bianco · a7 cerchio bianco · g7 cerchio bianco · b6 cerchio bianco · f6 cerchio bianco · c5 cerchio bianco · e5 cerchio bianco · d4 alfiere del bianco · c3 cerchio bianco · e3 cerchio bianco · b2 cerchio bianco · f2 cerchio bianco · a1 cerchio bianco · g1 cerchio bianco | h8 cerchio bianco · a7 cerchio bianco · g7 cerchio bianco · b6 cerchio bianco · f6 cerchio bianco · c5 cerchio bianco · e5 cerchio bianco · d4 alfiere del bianco · c3 cerchio bianco · e3 cerchio bianco · b2 cerchio bianco · f2 cerchio bianco · a1 cerchio bianco · g1 cerchio bianco | h8 cerchio bianco · a7 cerchio bianco · g7 cerchio bianco · b6 cerchio bianco · f6 cerchio bianco · c5 cerchio bianco · e5 cerchio bianco · d4 alfiere del bianco · c3 cerchio bianco · e3 cerchio bianco · b2 cerchio bianco · f2 cerchio bianco · a1 cerchio bianco · g1 cerchio bianco | h8 cerchio bianco · a7 cerchio bianco · g7 cerchio bianco · b6 cerchio bianco · f6 cerchio bianco · c5 cerchio bianco · e5 cerchio bianco · d4 alfiere del bianco · c3 cerchio bianco · e3 cerchio bianco · b2 cerchio bianco · f2 cerchio bianco · a1 cerchio bianco · g1 cerchio bianco | h8 cerchio bianco · a7 cerchio bianco · g7 cerchio bianco · b6 cerchio bianco · f6 cerchio bianco · c5 cerchio bianco · e5 cerchio bianco · d4 alfiere del bianco · c3 cerchio bianco · e3 cerchio bianco · b2 cerchio bianco · f2 cerchio bianco · a1 cerchio bianco · g1 cerchio bianco | h8 cerchio bianco · a7 cerchio bianco · g7 cerchio bianco · b6 cerchio bianco · f6 cerchio bianco · c5 cerchio bianco · e5 cerchio bianco · d4 alfiere del bianco · c3 cerchio bianco · e3 cerchio bianco · b2 cerchio bianco · f2 cerchio bianco · a1 cerchio bianco · g1 cerchio bianco | h8 cerchio bianco · a7 cerchio bianco · g7 cerchio bianco · b6 cerchio bianco · f6 cerchio bianco · c5 cerchio bianco · e5 cerchio bianco · d4 alfiere del bianco · c3 cerchio bianco · e3 cerchio bianco · b2 cerchio bianco · f2 cerchio bianco · a1 cerchio bianco · g1 cerchio bianco | 6 |
| 5 | h8 cerchio bianco · a7 cerchio bianco · g7 cerchio bianco · b6 cerchio bianco · f6 cerchio bianco · c5 cerchio bianco · e5 cerchio bianco · d4 alfiere del bianco · c3 cerchio bianco · e3 cerchio bianco · b2 cerchio bianco · f2 cerchio bianco · a1 cerchio bianco · g1 cerchio bianco | h8 cerchio bianco · a7 cerchio bianco · g7 cerchio bianco · b6 cerchio bianco · f6 cerchio bianco · c5 cerchio bianco · e5 cerchio bianco · d4 alfiere del bianco · c3 cerchio bianco · e3 cerchio bianco · b2 cerchio bianco · f2 cerchio bianco · a1 cerchio bianco · g1 cerchio bianco | h8 cerchio bianco · a7 cerchio bianco · g7 cerchio bianco · b6 cerchio bianco · f6 cerchio bianco · c5 cerchio bianco · e5 cerchio bianco · d4 alfiere del bianco · c3 cerchio bianco · e3 cerchio bianco · b2 cerchio bianco · f2 cerchio bianco · a1 cerchio bianco · g1 cerchio bianco | h8 cerchio bianco · a7 cerchio bianco · g7 cerchio bianco · b6 cerchio bianco · f6 cerchio bianco · c5 cerchio bianco · e5 cerchio bianco · d4 alfiere del bianco · c3 cerchio bianco · e3 cerchio bianco · b2 cerchio bianco · f2 cerchio bianco · a1 cerchio bianco · g1 cerchio bianco | h8 cerchio bianco · a7 cerchio bianco · g7 cerchio bianco · b6 cerchio bianco · f6 cerchio bianco · c5 cerchio bianco · e5 cerchio bianco · d4 alfiere del bianco · c3 cerchio bianco · e3 cerchio bianco · b2 cerchio bianco · f2 cerchio bianco · a1 cerchio bianco · g1 cerchio bianco | h8 cerchio bianco · a7 cerchio bianco · g7 cerchio bianco · b6 cerchio bianco · f6 cerchio bianco · c5 cerchio bianco · e5 cerchio bianco · d4 alfiere del bianco · c3 cerchio bianco · e3 cerchio bianco · b2 cerchio bianco · f2 cerchio bianco · a1 cerchio bianco · g1 cerchio bianco | h8 cerchio bianco · a7 cerchio bianco · g7 cerchio bianco · b6 cerchio bianco · f6 cerchio bianco · c5 cerchio bianco · e5 cerchio bianco · d4 alfiere del bianco · c3 cerchio bianco · e3 cerchio bianco · b2 cerchio bianco · f2 cerchio bianco · a1 cerchio bianco · g1 cerchio bianco | h8 cerchio bianco · a7 cerchio bianco · g7 cerchio bianco · b6 cerchio bianco · f6 cerchio bianco · c5 cerchio bianco · e5 cerchio bianco · d4 alfiere del bianco · c3 cerchio bianco · e3 cerchio bianco · b2 cerchio bianco · f2 cerchio bianco · a1 cerchio bianco · g1 cerchio bianco | 5 |
| 4 | h8 cerchio bianco · a7 cerchio bianco · g7 cerchio bianco · b6 cerchio bianco · f6 cerchio bianco · c5 cerchio bianco · e5 cerchio bianco · d4 alfiere del bianco · c3 cerchio bianco · e3 cerchio bianco · b2 cerchio bianco · f2 cerchio bianco · a1 cerchio bianco · g1 cerchio bianco | h8 cerchio bianco · a7 cerchio bianco · g7 cerchio bianco · b6 cerchio bianco · f6 cerchio bianco · c5 cerchio bianco · e5 cerchio bianco · d4 alfiere del bianco · c3 cerchio bianco · e3 cerchio bianco · b2 cerchio bianco · f2 cerchio bianco · a1 cerchio bianco · g1 cerchio bianco | h8 cerchio bianco · a7 cerchio bianco · g7 cerchio bianco · b6 cerchio bianco · f6 cerchio bianco · c5 cerchio bianco · e5 cerchio bianco · d4 alfiere del bianco · c3 cerchio bianco · e3 cerchio bianco · b2 cerchio bianco · f2 cerchio bianco · a1 cerchio bianco · g1 cerchio bianco | h8 cerchio bianco · a7 cerchio bianco · g7 cerchio bianco · b6 cerchio bianco · f6 cerchio bianco · c5 cerchio bianco · e5 cerchio bianco · d4 alfiere del bianco · c3 cerchio bianco · e3 cerchio bianco · b2 cerchio bianco · f2 cerchio bianco · a1 cerchio bianco · g1 cerchio bianco | h8 cerchio bianco · a7 cerchio bianco · g7 cerchio bianco · b6 cerchio bianco · f6 cerchio bianco · c5 cerchio bianco · e5 cerchio bianco · d4 alfiere del bianco · c3 cerchio bianco · e3 cerchio bianco · b2 cerchio bianco · f2 cerchio bianco · a1 cerchio bianco · g1 cerchio bianco | h8 cerchio bianco · a7 cerchio bianco · g7 cerchio bianco · b6 cerchio bianco · f6 cerchio bianco · c5 cerchio bianco · e5 cerchio bianco · d4 alfiere del bianco · c3 cerchio bianco · e3 cerchio bianco · b2 cerchio bianco · f2 cerchio bianco · a1 cerchio bianco · g1 cerchio bianco | h8 cerchio bianco · a7 cerchio bianco · g7 cerchio bianco · b6 cerchio bianco · f6 cerchio bianco · c5 cerchio bianco · e5 cerchio bianco · d4 alfiere del bianco · c3 cerchio bianco · e3 cerchio bianco · b2 cerchio bianco · f2 cerchio bianco · a1 cerchio bianco · g1 cerchio bianco | h8 cerchio bianco · a7 cerchio bianco · g7 cerchio bianco · b6 cerchio bianco · f6 cerchio bianco · c5 cerchio bianco · e5 cerchio bianco · d4 alfiere del bianco · c3 cerchio bianco · e3 cerchio bianco · b2 cerchio bianco · f2 cerchio bianco · a1 cerchio bianco · g1 cerchio bianco | 4 |
| 3 | h8 cerchio bianco · a7 cerchio bianco · g7 cerchio bianco · b6 cerchio bianco · f6 cerchio bianco · c5 cerchio bianco · e5 cerchio bianco · d4 alfiere del bianco · c3 cerchio bianco · e3 cerchio bianco · b2 cerchio bianco · f2 cerchio bianco · a1 cerchio bianco · g1 cerchio bianco | h8 cerchio bianco · a7 cerchio bianco · g7 cerchio bianco · b6 cerchio bianco · f6 cerchio bianco · c5 cerchio bianco · e5 cerchio bianco · d4 alfiere del bianco · c3 cerchio bianco · e3 cerchio bianco · b2 cerchio bianco · f2 cerchio bianco · a1 cerchio bianco · g1 cerchio bianco | h8 cerchio bianco · a7 cerchio bianco · g7 cerchio bianco · b6 cerchio bianco · f6 cerchio bianco · c5 cerchio bianco · e5 cerchio bianco · d4 alfiere del bianco · c3 cerchio bianco · e3 cerchio bianco · b2 cerchio bianco · f2 cerchio bianco · a1 cerchio bianco · g1 cerchio bianco | h8 cerchio bianco · a7 cerchio bianco · g7 cerchio bianco · b6 cerchio bianco · f6 cerchio bianco · c5 cerchio bianco · e5 cerchio bianco · d4 alfiere del bianco · c3 cerchio bianco · e3 cerchio bianco · b2 cerchio bianco · f2 cerchio bianco · a1 cerchio bianco · g1 cerchio bianco | h8 cerchio bianco · a7 cerchio bianco · g7 cerchio bianco · b6 cerchio bianco · f6 cerchio bianco · c5 cerchio bianco · e5 cerchio bianco · d4 alfiere del bianco · c3 cerchio bianco · e3 cerchio bianco · b2 cerchio bianco · f2 cerchio bianco · a1 cerchio bianco · g1 cerchio bianco | h8 cerchio bianco · a7 cerchio bianco · g7 cerchio bianco · b6 cerchio bianco · f6 cerchio bianco · c5 cerchio bianco · e5 cerchio bianco · d4 alfiere del bianco · c3 cerchio bianco · e3 cerchio bianco · b2 cerchio bianco · f2 cerchio bianco · a1 cerchio bianco · g1 cerchio bianco | h8 cerchio bianco · a7 cerchio bianco · g7 cerchio bianco · b6 cerchio bianco · f6 cerchio bianco · c5 cerchio bianco · e5 cerchio bianco · d4 alfiere del bianco · c3 cerchio bianco · e3 cerchio bianco · b2 cerchio bianco · f2 cerchio bianco · a1 cerchio bianco · g1 cerchio bianco | h8 cerchio bianco · a7 cerchio bianco · g7 cerchio bianco · b6 cerchio bianco · f6 cerchio bianco · c5 cerchio bianco · e5 cerchio bianco · d4 alfiere del bianco · c3 cerchio bianco · e3 cerchio bianco · b2 cerchio bianco · f2 cerchio bianco · a1 cerchio bianco · g1 cerchio bianco | 3 |
| 2 | h8 cerchio bianco · a7 cerchio bianco · g7 cerchio bianco · b6 cerchio bianco · f6 cerchio bianco · c5 cerchio bianco · e5 cerchio bianco · d4 alfiere del bianco · c3 cerchio bianco · e3 cerchio bianco · b2 cerchio bianco · f2 cerchio bianco · a1 cerchio bianco · g1 cerchio bianco | h8 cerchio bianco · a7 cerchio bianco · g7 cerchio bianco · b6 cerchio bianco · f6 cerchio bianco · c5 cerchio bianco · e5 cerchio bianco · d4 alfiere del bianco · c3 cerchio bianco · e3 cerchio bianco · b2 cerchio bianco · f2 cerchio bianco · a1 cerchio bianco · g1 cerchio bianco | h8 cerchio bianco · a7 cerchio bianco · g7 cerchio bianco · b6 cerchio bianco · f6 cerchio bianco · c5 cerchio bianco · e5 cerchio bianco · d4 alfiere del bianco · c3 cerchio bianco · e3 cerchio bianco · b2 cerchio bianco · f2 cerchio bianco · a1 cerchio bianco · g1 cerchio bianco | h8 cerchio bianco · a7 cerchio bianco · g7 cerchio bianco · b6 cerchio bianco · f6 cerchio bianco · c5 cerchio bianco · e5 cerchio bianco · d4 alfiere del bianco · c3 cerchio bianco · e3 cerchio bianco · b2 cerchio bianco · f2 cerchio bianco · a1 cerchio bianco · g1 cerchio bianco | h8 cerchio bianco · a7 cerchio bianco · g7 cerchio bianco · b6 cerchio bianco · f6 cerchio bianco · c5 cerchio bianco · e5 cerchio bianco · d4 alfiere del bianco · c3 cerchio bianco · e3 cerchio bianco · b2 cerchio bianco · f2 cerchio bianco · a1 cerchio bianco · g1 cerchio bianco | h8 cerchio bianco · a7 cerchio bianco · g7 cerchio bianco · b6 cerchio bianco · f6 cerchio bianco · c5 cerchio bianco · e5 cerchio bianco · d4 alfiere del bianco · c3 cerchio bianco · e3 cerchio bianco · b2 cerchio bianco · f2 cerchio bianco · a1 cerchio bianco · g1 cerchio bianco | h8 cerchio bianco · a7 cerchio bianco · g7 cerchio bianco · b6 cerchio bianco · f6 cerchio bianco · c5 cerchio bianco · e5 cerchio bianco · d4 alfiere del bianco · c3 cerchio bianco · e3 cerchio bianco · b2 cerchio bianco · f2 cerchio bianco · a1 cerchio bianco · g1 cerchio bianco | h8 cerchio bianco · a7 cerchio bianco · g7 cerchio bianco · b6 cerchio bianco · f6 cerchio bianco · c5 cerchio bianco · e5 cerchio bianco · d4 alfiere del bianco · c3 cerchio bianco · e3 cerchio bianco · b2 cerchio bianco · f2 cerchio bianco · a1 cerchio bianco · g1 cerchio bianco | 2 |
| 1 | h8 cerchio bianco · a7 cerchio bianco · g7 cerchio bianco · b6 cerchio bianco · f6 cerchio bianco · c5 cerchio bianco · e5 cerchio bianco · d4 alfiere del bianco · c3 cerchio bianco · e3 cerchio bianco · b2 cerchio bianco · f2 cerchio bianco · a1 cerchio bianco · g1 cerchio bianco | h8 cerchio bianco · a7 cerchio bianco · g7 cerchio bianco · b6 cerchio bianco · f6 cerchio bianco · c5 cerchio bianco · e5 cerchio bianco · d4 alfiere del bianco · c3 cerchio bianco · e3 cerchio bianco · b2 cerchio bianco · f2 cerchio bianco · a1 cerchio bianco · g1 cerchio bianco | h8 cerchio bianco · a7 cerchio bianco · g7 cerchio bianco · b6 cerchio bianco · f6 cerchio bianco · c5 cerchio bianco · e5 cerchio bianco · d4 alfiere del bianco · c3 cerchio bianco · e3 cerchio bianco · b2 cerchio bianco · f2 cerchio bianco · a1 cerchio bianco · g1 cerchio bianco | h8 cerchio bianco · a7 cerchio bianco · g7 cerchio bianco · b6 cerchio bianco · f6 cerchio bianco · c5 cerchio bianco · e5 cerchio bianco · d4 alfiere del bianco · c3 cerchio bianco · e3 cerchio bianco · b2 cerchio bianco · f2 cerchio bianco · a1 cerchio bianco · g1 cerchio bianco | h8 cerchio bianco · a7 cerchio bianco · g7 cerchio bianco · b6 cerchio bianco · f6 cerchio bianco · c5 cerchio bianco · e5 cerchio bianco · d4 alfiere del bianco · c3 cerchio bianco · e3 cerchio bianco · b2 cerchio bianco · f2 cerchio bianco · a1 cerchio bianco · g1 cerchio bianco | h8 cerchio bianco · a7 cerchio bianco · g7 cerchio bianco · b6 cerchio bianco · f6 cerchio bianco · c5 cerchio bianco · e5 cerchio bianco · d4 alfiere del bianco · c3 cerchio bianco · e3 cerchio bianco · b2 cerchio bianco · f2 cerchio bianco · a1 cerchio bianco · g1 cerchio bianco | h8 cerchio bianco · a7 cerchio bianco · g7 cerchio bianco · b6 cerchio bianco · f6 cerchio bianco · c5 cerchio bianco · e5 cerchio bianco · d4 alfiere del bianco · c3 cerchio bianco · e3 cerchio bianco · b2 cerchio bianco · f2 cerchio bianco · a1 cerchio bianco · g1 cerchio bianco | h8 cerchio bianco · a7 cerchio bianco · g7 cerchio bianco · b6 cerchio bianco · f6 cerchio bianco · c5 cerchio bianco · e5 cerchio bianco · d4 alfiere del bianco · c3 cerchio bianco · e3 cerchio bianco · b2 cerchio bianco · f2 cerchio bianco · a1 cerchio bianco · g1 cerchio bianco | 1 |
|   | a | b | c | d | e | f | g | h |   |

La partita inizia con quattro alfieri, due per colore, uno a sinistra della donna e l'altro a destra del re nelle case indicate in notazione algebrica come c1, f1, c8 e f8.
L'alfiere si muove diagonalmente per il numero di case libere che ha a disposizione. Come è il caso della maggior parte dei pezzi l'alfiere cattura un pezzo dell'avversario tramite l'occupazione della casa su cui si trova il pezzo da catturare.

## Alfiere camposcuro e campochiaro
I termini alfiere camposcuro e alfiere campochiaro si riferiscono agli alfieri che si muovono esclusivamente nelle case di colore rispettivamente nere e bianche: l'alfiere infatti è l'unico pezzo che non può cambiare il colore delle case su cui si appoggia nei suoi movimenti in diagonale. Pertanto ogni colore possiederà un alfiere campochiaro e un alfiere camposcuro.
L'espressione alfieri di colore contrario è usata, specialmente nei finali, per indicare che un colore ha soltanto l'alfiere campochiaro e l'altro solamente l'alfiere camposcuro.

## Il ruolo durante il gioco
Poiché l'alfiere ha accesso solo a 32 delle 64 case della scacchiera (essendo legato ad un unico colore), è considerato più debole di una torre che ha accesso a tutte le case presenti. Inoltre una torre, su una scacchiera vuota, controlla (attacca) sempre 14 case, mentre l'alfiere ne controlla da un massimo di 13 ad un minimo di 7, in funzione della sua posizione più o meno centrale. Una torre viene dunque valutata più di un alfiere.
La forza (e dunque anche il valore) dell'alfiere è considerata equivalente a quella del cavallo. Durante la partita l'alfiere acquista più forza in quanto i numeri dei pezzi presenti diminuiscono e dunque si aprono più linee (diagonali) su cui può operare. Quando la scacchiera è vuota l'alfiere può operare contemporaneamente su due ali mentre il cavallo deve usare diverse mosse (tratti) per cambiare ala su cui è attivo. Nel finale di partita la coppia di alfieri è decisivamente superiore alla combinazione di un alfiere e un cavallo o alla coppia di cavalli. Il giocatore in possesso di una coppia di alfieri ha a sua disposizione un'arma strategica, nella forma di una minaccia seria, da usare nel lungo termine per ottenere un finale di partita a lui favorevole. Un solo alfiere con il sostegno del proprio re non è in grado di forzare la vittoria sul re avversario, benché quest'ultimo sia rimasto da solo.
D'altro canto durante l'apertura un alfiere rischia di essere circondato da pedoni di entrambi i giocatori, risultando in tal modo poco efficiente e dunque meno potente di un cavallo che può passare sopra altri pezzi. Inoltre, su una scacchiera affollata, il cavallo ha molteplici possibilità di effettuare delle forchette sui pezzi dell'avversario mentre per l'alfiere, anche se tecnicamente possibile, le opportunità sono rare.
Se l'alfiere trova difficoltà a svilupparsi nel centro della scacchiera, non trovando una casa disponibile, esiste la possibilità di organizzare un fianchetto. In questo caso si sviluppa l'alfiere lateralmente giocando, per esempio, il pedone g2-g3 e successivamente l'alfiere di re da f1 a g2. Si forma così una struttura difensiva molto forte dietro il quale sistemare un arrocco, arroccando il re in g1. Da questa posizione l'alfiere esercita anche una pressione molto forte lungo la diagonale h1-a8. Tuttavia in questa situazione non si scambia l'alfiere coinvolto in un fianchetto con leggerezza, in quanto la sua mancanza crea debolezze pericolose nella struttura dell'arrocco, che possono diventare fatali.
Un giocatore in possesso di solo un alfiere, generalmente, deve manovrare i suoi pedoni in modo che occupino case di colore opposto al colore della casa dell'alfiere, lasciandolo così in grado di muoversi senza limitazioni passando fra i pedoni. Questo permette al giocatore di controllare case di ambedue i colori e di fare muovere l'alfiere sulle case libere. Oltre a facilitare i movimenti dell'unico alfiere, gli permette anche di attaccare con più facilità i pedoni dell'avversario. Un alfiere che è impedito nei suoi movimenti dai pedoni amici viene chiamato "alfiere cattivo" (cioè con delle strade chiuse).

## L'alfiere nei finali
Nei finali dove ogni giocatore è in possesso di un solo alfiere di colore opposto a quello dell'avversario, le possibilità di arrivare a una patta sono maggiori. Ogni giocatore tende a prendere il controllo delle case del colore del suo alfiere e si arriva ad una situazione in cui nessun giocatore può progredire.
Tuttavia, se le donne sono ancora sulla scacchiera, la presenza di alfieri di colori opposti rende il gioco meno a rischio di patta perché ogni giocatore ha la possibilità di difendere le case di entrambi i colori.
Nei finali in cui sono presenti alfieri dello stesso colore anche una differenza minima (per esempio un pedone) può creare il vantaggio sufficiente per arrivare alla vittoria.
I finali in cui sono presenti sulla scacchiera soltanto i due re e un alfiere, indipendentemente dal fatto che sia di campo chiaro o scuro, finiscono in patta: non è infatti possibile dare scaccomatto al re avversario controllando solamente re e alfiere.